# Tham Luang-barlangi mentőakció
A Tham Luang-barlangi mentőakció 2018. június 23. és július 10. között zajlott le a thaiföldi Csiangraj tartomány Nang Non-hegységében. Ennek során egy 12 gyermekből és egy felnőttből álló csoportot mentettek ki egy vízzel elöntött barlangból. A fiatal labdarúgókból és edzőjükből álló kirándulócsoport a heves esőzések miatt rekedt a részlegesen elárasztott barlangban. Miután észlelték eltűnésüket, azonnal megkezdődött a keresésük.
Hollétük beazonosítását nehezítette a víz szintjének emelkedése, és több mint egy hétig nem sikerült felvenni a kapcsolatot a csapattal. A nagyszabású mentési munkálatokat a közvélemény és a nemzetközi média is fokozott figyelemmel követte. Kilencnapos keresést követően, július 2-án brit búvárok szűk járatokon és zavaros vizeken átjutva megtalálták a bennrekedteket, akik a barlang szájától mintegy 3,2 kilométerre, egy magasabban fekvő sziklán kerestek menedéket. A mentést vezetőknek választaniuk kellett: vagy megismertetik a gyerekeket és edzőjüket a búvárkodás alapjaival, hogy így hamarabb kiúszhassanak, vagy a mentők hónapokig várnak, míg a monszun-évszak elmúltával a barlangot elöntő víz visszahúzódik. Miután napokig szivattyúzták a barlangrendszerből a vizet, és az esőzés is alábbhagyott, július 8-án a csapat négy tagját sikerült kihozni, majd egy nappal később újabb négy gyereket mentettek ki. Végül a többi gyereket és edzőjüket július 10-én hozták ki a barlangból.
A mentési műveletbe több mint 1000 ember kapcsolódott be, köztük a Thai Királyi Fegyveres Erők haditengerészetének búvárai és számos önkéntes személy és alakulat az országból és Thaiföld határain kívülről is. A mentés során egy 38 éves, korábban a thai haditengerészet elit kommandójában szolgáló férfi életét vesztette, amikor július 5-én a barlangban rekedt csoporttól tért vissza, akiknek oxigéntartályokat szállított.

## A csapat eltűnése
A Tham Luang Nang Non (thaiul: ถ้ำหลวงนางนอน; Az alvó hölgy nagy barlangja) egy karsztos barlangrendszer a Thaiföld és Mianmar határán elterülő Nang Non-hegységben. A mély üregekkel, szűk járatokkal és szifonokkal tarkított barlangrendszer 10 km hosszú és több mint 100 méterrel a mészkőréteg alatt található. Mivel a barlang egyes részeit az év bizonyos szakában víz árasztja el, az esős évszakban (júliustól novemberig) táblák figyelmeztetik a látogatókat, hogy nem ajánlott a belépés.
2018. június 23-án egy 12 gyerekből és egy felnőttből álló csoport születésnapi piknikre indult a barlanghoz. A 11 és 17 év közötti gyerekek egy helyi futballcsapat, a Vaddisznók (thaiul: หมูป่า; Mu Pa) játékosai voltak, akiket egy 25 éves segédedző, Ekapol Chantawong (thaiul: เอกพล จันทะวงษ์) kísért el. A rosszra forduló időjárás és a hirtelen lezúduló eső miatt azonban a sötét barlangban rekedtek. Miután a csapat első edzője keresésükre indult, megtalálta a barlang bejáratánál a csapat holmijait, és azonnal értesítette a hatóságokat.

## Keresés és kapcsolatfelvétel

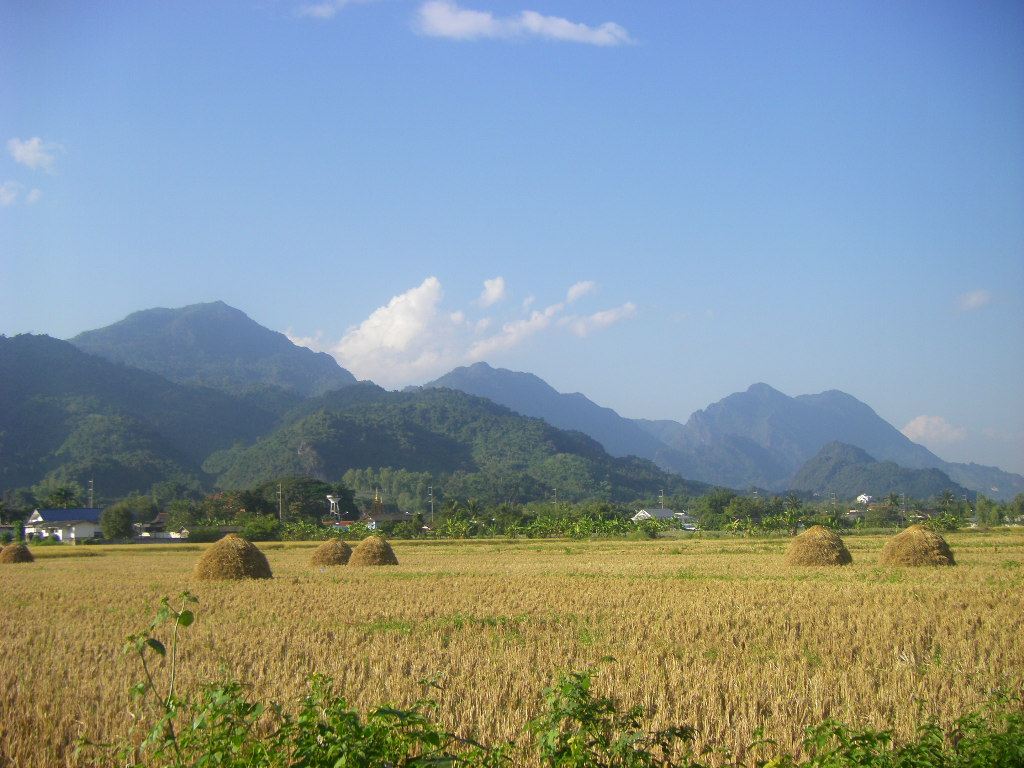
A Nang Non-hegység

Az akció kezdetén a hadsereg búvárai átvizsgálták a barlangot, azonban a víz annyira zavaros volt, hogy lámpákkal sem láttak a víz alatt. A folyamatos esőzések miatt ideiglenesen félbe is kellett szakítani a keresést. Négy nap elteltével a haditengerészet egységeihez csatlakozott egy 30 fős, jól felszerelt mentőcsoport, amely az amerikai hadsereg indo-pacifikus parancsnokságának tagjaiból, illetve brit búvárokból (Richard Stanton, John Volanthen, Robert Harper) állt.
A rendőrség nyomkereső kutyákat vetett be, hogy más bejáratokat találjanak a barlanghoz, illetve drónokat is felhasználtak a keresés során, annak ellenére, hogy jelenleg nincs olyan technológia, amellyel a föld mélyén levő emberek felderíthetőek.
2018. július 2-án, helyi idő szerint 22:00 óra körül végül sikerült az egytől-egyig életben lévő bennrekedtek hollétét felderíteni. A csoportot Stanton és Volanthen fedezte fel egy keskeny sziklán, amely 400 méterrel a Pattaja-strand nevű üregen túl található. Volanthen éppen a többi búvár tájékozódását elősegítő vezérfonalakat helyezett el a barlang falain, amikor kiemelkedett a vízből és megpillantotta az eltűnt gyerekeket és edzőjüket. A párkány, ahol rátaláltak a csoportra, mintegy 3,2 kilométerre van a barlang szájától.
A csapat és a mentők találkozásakor készült videó felkerült a Thaiföldi Haditengerészet Facebook-oldalára. Ebben látható, amit a kábult gyerekeknek fogalmuk sem volt arról, hogy milyen rég óta vannak bent a barlangban, mivel a búvárokat arról kérdezgették, hogy milyen nap van.
Csiangraj tartomány kormányzója, Narongsak Osatanakorn ekkor közölte a sajtóval a fejleményeket, mondván: „Épségben megtaláltuk őket, de a mentési műveletnek még nincs vége.”
A barlangban rekedtek névsora:
| Név (TKÁ)             | Életkor | Megjegyzés                                                                                    |
| --------------------- | ------- | --------------------------------------------------------------------------------------------- |
| Chanin Vibulrungruang | 11      |                                                                                               |
| Panumas Sangdee       | 13      |                                                                                               |
| Duganpet Promtep      | 13      | Csapatkapitány.                                                                               |
| Somepong Jaiwong      | 13      |                                                                                               |
| Mongkol Booneiam      | 13      | Az első művelet során kimentve.                                                               |
| Nattawut Takamrong    | 14      | Az első művelet során kimentve.                                                               |
| Ekarat Wongsukchan    | 14      |                                                                                               |
| Adul Sam-on           | 14      | Egyedül ő beszélt angolul, ő kommunikált a mentőcsapat első tagjaival. Nincs állampolgársága. |
| Prajak Sutham         | 15      | Az első művelet során kimentve.                                                               |
| Pipat Pho             | 15      | Az első művelet során kimentve.                                                               |
| Pornchai Kamluang     | 16      | Nincs állampolgársága.                                                                        |
| Peerapat Sompiangjai  | 17      | A fiú, akinek születésnapját a barlangnál ünnepelték                                          |
| Ekapol Chantawong     | 25      | Segédedző, korábban buddhista szerzetes, nincs állampolgársága.                               |

A segédedzőnek és két fiúnak nincs thaiföldi állampolgársága, ezért nehéz nekik Csiangraj tartományon kívüli mérkőzésekre utazniuk. Ők hárman a Thaiföld, Mianmar, Laosz és Kína között elterülő, úgynevezett Arany háromszögből származnak.

## Segítség a barlangban

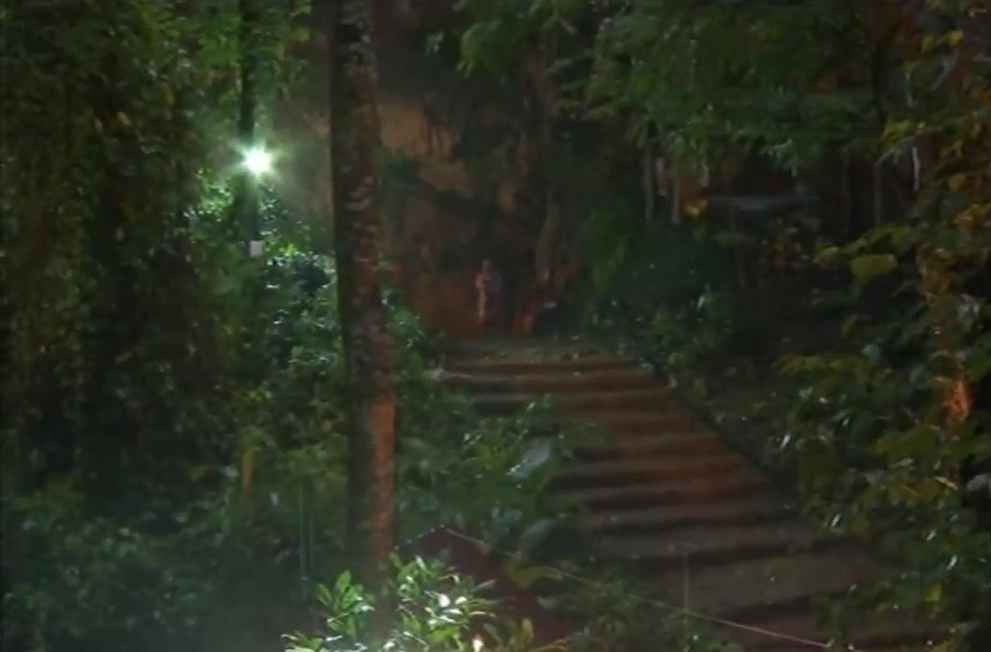
A barlang szája

Július 3-án hét búvár, köztük egy orvos és egy ápoló úszott be a csoporthoz. A hatóságok közleményéből kiderült, hogy a mentők megvizsgálták és kezelésbe vették a fiúkat, illetve szórakoztatták őket. A közlemény szerint egyiküknek sem volt komolyabb sérülése. „Orvosi felügyelet mellett könnyen emészthető, nagy energiatartalmú ételekkel, vitaminokkal és ásványi anyagokkal látták el őket”, nyilatkozta Apagorn Youkonggaew, ellentengernagy, a Thai Haditengerészet Különleges Egységeinek vezetője a sajtónak. Ebből az alkalomból egy videót tett közzé hadsereg, amelyen mind a 12 gyerek és a segédedző egyenként bemutatkoztak és közölték életkorukat is. Az izolációs takarókba burkolózó csapat tagjai egy rövid üzenetben és hagyományos thai mozdulattal (wai) üdvözölték a külvilágot. Egy második videóban az volt látható, amint elgyengült lábukat orvos kezeli. A híradásokból kiderült, hogy egyesek közülük nem tudnak úszni, ami nagyban nehezíteni fogja az amúgy is bonyolult mentési műveletet.
A fiúk és edzőjük a búvárok által kézbesített levelek útján kommunikáltak családjukkal, amelyekben biztató szavakat közvetítettek és leírták, hogy jól vannak.

## A mentés megtervezése

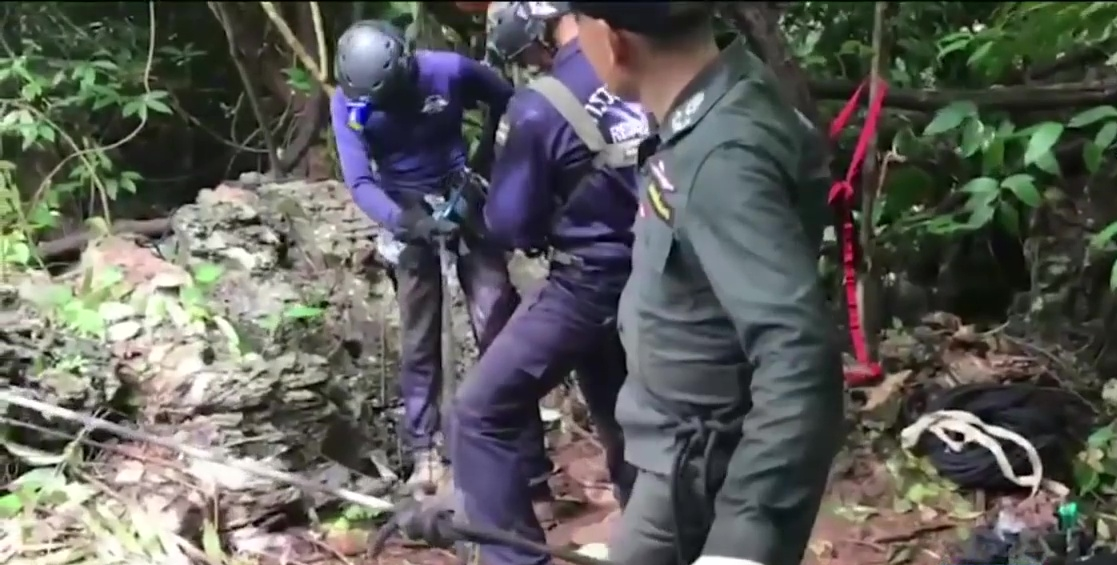
Más bejáratot kereső hatóságok

A mentést végző egységeknek meg kellett küzdeniük az emelkedő vízszinttel. Két forgatókönyv létezett, miszerint a gyerekek vagy megtanulják a búvárúszás alapjait, hogy ki tudjanak úszni a barlangból, vagy hónapokig várnak, míg a víz szintje annyira csökken, hogy úszás nélkül kijöhessenek. A barlangrendszert ebben az időszakban rendszerint elárasztja a víz, és ez az állapot szeptemberig vagy októberig tart.
A kutatások a hegy mélyéig terjedő, elárasztott járatokat mutattak ki. Az a pont, ahol a csoport megrekedt mintegy 3,2 kilométerre volt a bejárattól, és 800–1000 méterre a hegy csúcsától. A hozzájuk vezető útnak több elárasztott része volt, melyek között több nagyon szűk rész is (a legszűkebb rész kb. 40 cm), illetve egyes helyeken erős áramlatok és nagyon rossz látási viszonyok voltak, amelyek még a tapasztalt búvároknak is nehéz terepnek számít, így a kifele vezető út alatti esetleges pánik akár végzetesnek is bizonyulhat. Ezért a mentőcsapatok más bejáratok utáni kutakodtak, amelyeken könnyebben ki lehetne hozni a fiúkat. Fúrásokat végeztek, hogy a felgyülemlett vizet lecsapolhassák és egy használhatóbb mentési útvonalat hozzanak létre, azonban nem találtak jobb kijáratot.
Gyors ütemben szivattyúzó berendezéseket állítottak fel a helyszínen, amelyekkel a barlangrendszerből vizet szivattyúztak ki, illetve egyes folyásokat eltereltek, hogy ne áramolhasson több víz a barlangba. A szokásostól eltérően szárazabb időjárás és a technikai megoldások hatására július 5-én a barlang vízszintjét óránként 1,5 centiméterrel sikerült csökkenteni, ami lehetővé tette a mentőcsapatok számára, hogy 1,5 kilométert gyalog tegyenek meg. Az előrejelzések július 8-ára heves esőzéseket jósoltak, ami megállíthatta vagy éppen megfordíthatta volna a folyamatot, illetve fennállt annak is a veszélye, hogy a csapat tartózkodási helyét is eléri a víz. Egy július 4-ei jelentésből kiderült, hogy a szivattyúk 1 600 000 liter vizet pumpáltak ki óránként. A Cseh Köztársaság felajánlott több cseh gyártmányú, nagy teljesítményű szivattyút, amelyek egyenként 400 liter/másodperces teljesítménnyel dolgoznak.
Július 6-án a barlang oxigénszintjének csökkenését észlelték, ami azzal a veszéllyel fenyegetett, hogy a gyerekeknél oxigénhiányos állapot léphet fel, ha több napig ilyen körülmények között kell maradjanak. Ezért egy oxigénpótló vezetéket szereltek az üregbe. Ennek ellenére július 8-án az oxigénszint 15%-ra csökkent, miközben az emberi test normális működéséhez ez az érték 19,5% és 23,5% kell legyen.

### Búvárok

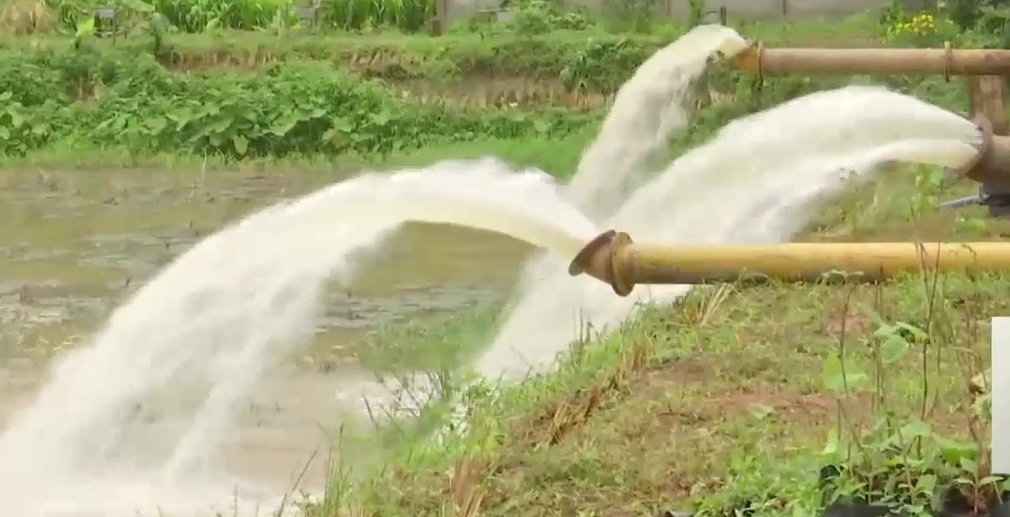
Szivattyúkkal távolították el a barlang vizét

Egy 90 főből álló búvárcsapat dolgozott a mentésben, köztük 50 külföldi volt. A mentők vezetői úgy döntöttek, hogy a bent rekedteket tapasztalt búvárok vezessék ki, amihez szükség volt néhány búvárkodási alapismeret átadása és a csapat mentális és fizikai felkészítése az igen nehéz útra. A mentés során nagyon sok múlott az időjáráson, amely meghatározta az akció idejét és menetét is.
A Brit Barlangi Mentők Tanácsa (British Cave Rescue Council) hét búvárt (köztük Jason Mallinson és Chris Jewel búvárokat, akik 500 kg felszerelést is vittek magukkal) és egyéb mentősöket, akik a felszínen segítették a munkát.
Egy, a Tengerészgyalogság által közölt videó tanúsága szerint 215 mentő vett részt az akcióban, amiből 129 részt vett a szállítási műveletben. A többi búvárként és a kisegítő személyzet tagjaként dolgozott.
| Egység / Ország                                  | Búvárok | Segítők |
| ------------------------------------------------ | ------- | ------- |
| Thai Királyi Haditengerészet Tengerészgyalogsága | 18      | -       |
| Thai Királyi Hadsereg                            | 1       | -       |
| Thai Királyi Haditengerészet egyéb egységei      | -       | 8       |
| Ausztrália                                       | 8       | 7       |
| Dánia                                            | 2       | -       |
| Finnország                                       | 1       | -       |
| Kanada                                           | 1       | -       |
| Kína                                             | 1       | 6       |
| Thaiföld                                         | -       | 5       |
| Egyesült Királyság                               | 5       | 9       |
| Egyesült Államok                                 | 5       | 9       |
| Összesen                                         | 42      | 44      |

### Elterelő gát
Egy kőből készült elterelő gátat építettek a barlang közelében, amely a szivattyúzással együtt segített a barlangrendszer vízszintjének csökkentésében. Ez azonban azzal járt, hogy a közeli mezőgazdasági területek egy része víz alá került. Egy ideig pedig jó szándékú önkéntesek véletlenül vizet pumpáltak a rendszerbe, azonban a hatóságok még időben leállították őket.

### Logisztikai tábor

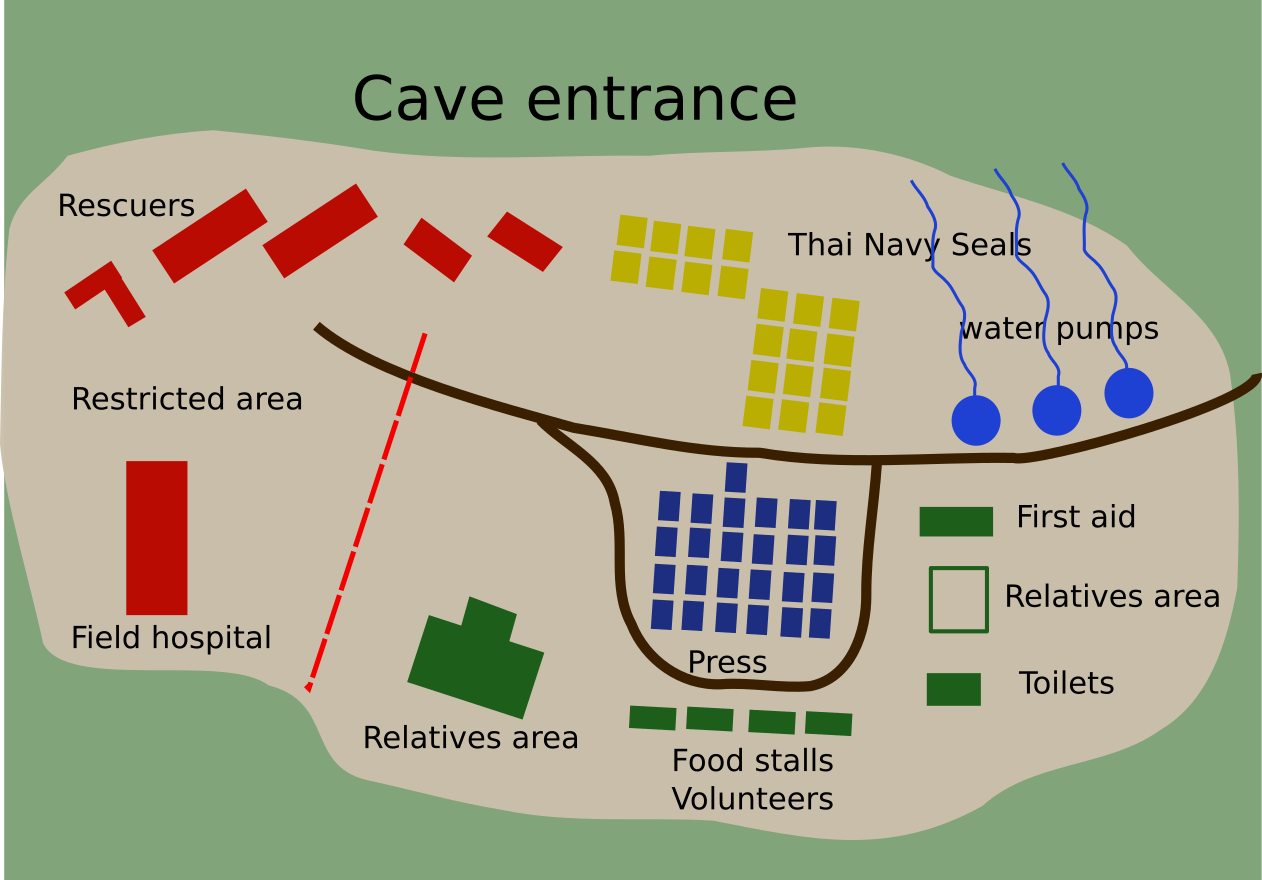
A barlang előtti tábor vázlatos rajza

A mentők tábora a barlang bejáratánál állt, és a mentésben részt vevők mellett önkéntes segítők és újságírók százai is itt állomásoztak az akció alatt. A tábort több zónára osztották, a mentést végző egységek, a hozzátartozók és a sajtó is külön-külön részt kapott.

### Halálos áldozat
A mentésben részt vett Saman Kunan (thaiul: สมาน กุนัน), egy 38 éves repülőtéri biztonsági alkalmazott is, aki korábban a haditengerészet elit egységében szolgált. A segítségét önként felajánló Kunan július 6-án életét vesztette, amikor a barlangba oxigénpalackokat szállítva saját tartályából kifogyott a levegő. Egy társának sikerült kihoznia, de életét már nem tudták megmenteni.

## Mentés

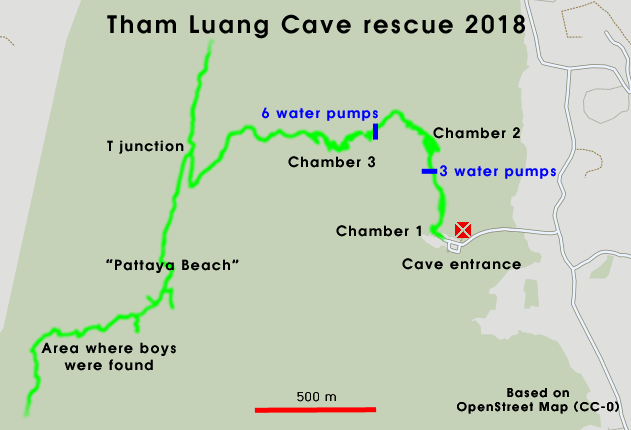
A barlang térképe (bal alsó sarokban az áldozatok tartózkodási helye)

Július 8-án reggel a hatóságok felszólították a sajtó jelenlévő tagjait és a mentésben részt nem vevőket, hogy szabadítsák fel a barlang szája előtti teret, mert a hamarosan folytatódó monszunos időjárás miatt megkezdődik a mentés. A barlangba 13 búvármentőt küldtek, akik párosával kísérnek majd egy-egy gyereket, szállítva annak oxigénpalackját is.
A hatóságok azonban figyelmeztettek, hogy a csapat összes tagját csak több nap alatt tudják kihozni, mert a mentőknek palackokat és egyéb felszereléseket kell cserélniük, ami 10-20 órát is eltarthat egy úszás után.
Kevéssel 19 óra után a hatóságok jelentették, hogy két fiút kimentettek a barlangból és a Csiangraj Pracsanukroh kórházba szállították őket. Röviddel később még két gyerek hagyhatta el a barlangot és a helyszínen kaptak orvosi ellátást.
A mentők közölték, hogy az alacsony vízállás miatt hamarabb lehet kiúszni a barlang szájáig. Ez a korábban javuló időjárásnak és a felszíni vízszabályzó intézkedéseknek volt köszönhető.
Július 10-én végül mind a 12 gyerek és edzőjük is kimenekült a barlangból. Elsőként az egészségesebb fiúkat hozták ki, mivel a hatóságok szerint nekik volt a legnagyobb esélyük túlélni az utat. Miután az utolsó áldozat is elhagyta a barlangot, a fő szivattyú felmondta a szolgálatot, melynek következtében a vízszint újra emelkedni kezdett. Ez a kb. 100, még a barlangban levő, és a felszerelést összegyűjtő mentőt érintette, akiknek azonban egy óra alatt sikerült elhagyniuk a helyszínt.
Az áldozatoknak erős nyugtatókat adtak az út idejére, hogy megelőzzék az esetleges pánikrohamokat. Mindegyiküket egy búvárhoz erősítették a vízben, a száraz részeken pedig hordágyakon szállították. A korai jelentésekkel ellentétben a fiúk nem úsztak az akció során, és mindegyikük teljes arcot takaró búvármaszkban volt. Liam Cochrane a mentésről szóló könyvében részletesen ír arról, hogy mivel egy tapasztalatlan gyerek nem tud végigmenni egy ilyen iszapos és alattomos akadálypályán, ezért a fiúk erős gyógyszert kaptak, elkábították őket, és a kezüket a hátuk mögött összebilincselték, nehogy ijedtükben leszedjék magukról az oxigénmaszkot, ha esetleg útközben magukhoz térnek. A fiúkat nagyjából olyan pózban hozták ki, mint ahogy az ejtőernyő-oktató és a civil van egymás ölében összekötve egy tandemugrásnál.
Több híradás is foglalkozott az edzővel, aki korábban buddhista szerzetes volt, és a megpróbáltatások alatt meditációkat vezetett a gyerekeknek. Egy üzenetében bocsánatot kért, hogy a gyerekeket veszélybe sodorta.

### Felépülés
A hatóságok közölték, hogy a kimentett gyerekek képesek rizskását enni, összetettebb ételeket azonban csak napok múlva kaphatnak. A Thaiföldi Egészségügyi Minisztérium közölte, hogy az áldozatok mindegyike átlagban 2 kilót fogyott, de jó állapotban vannak. A fiúkat karanténba helyezték míg az orvosok megállapítják, hogy szereztek-e valamilyen fertőző betegséget. A nyirkos barlangi környezetben töltött idő miatt az orvosok olyan betegségek kialakulásától tartanak, mint a hisztoplaszmózis vagy a leptoszpirózis. A szükséges vizsgálatok elvégzéséig az áldozatok családtagjaikkal csak egy üvegablakon keresztül léphettek kapcsolatba.
Megmenekülésük után a gyerekek elővigyázatosságból napszemüveget viseltek, hogy a hamar megváltozott fényviszonyok ne tegyenek kárt látásukban. Részletes orvosi vizsgálatoknak vetették alá őket, amiből kiderült, hogy jelentősen megnövekedett a fehérvérsejtjeik aránya, ezért antibiotikumos kezelést kaptak. Egy július 11-ei fotón már néhányuk napszemüveg nélkül volt látható.

## Reakciók

### Thaiföldi reakciók
Csiangraj tartomány lakói felajánlották segítségüket, hogy főzéssel, takarítással és egyéb módon segítik az eltűnt gyerekek hozzátartozóit és a mentőket. A közösségi médiában folyamatos volt a mentésről szóló tudósítás, a gyerekek iskolatárasai és tanárai énekeltek és imádkoztak eltűnt társaikért. Helyi iskolák adománygyűjtésbe kezdtek, amivel a barlangban rekedt gyerekek szüleit segítették, akik közül többen fel kellett hagyjanak munkájukkal míg a mentés tartott. Június 29-én Prajut Csan-o-csa miniszterelnök meglátogatta a barlang előtti tábort és bizakodásra biztatta a hozzátartozókat.
Egyesek a csapat tagjait, illetve az edzőt kritizálták a tiltó táblákat figyelmen kívül hagyó, meggondolatlan barlanglátogatásért. A rendőrség megerősítette, megvizsgálják, nem kell-e vád alá helyezni az edzőt, mert gondatlanságával veszélyeztette a fiúk életét. Jogászok egy csoportja úgy nyilatkozott, hogy valószínűleg nem helyezik vád alá, mert a thaiföldi jogi rendszer figyelembe veszi, hogy a veszélyeztetés szándékosan történt-e. A híradások arról szóltak, hogy az edző mindvégig vigyázott a gyerekekre, szétosztotta ételét, nyugtatta őket és a barlang falából csöpögő vízből való ivást javasolta az alattuk levő zavaros víz helyett. A csapat főedzője, Naparat Guntawong elmondta, hogy nem engedélyezte volna a barlangba való belépést, de bízott abban, hogy segédedzője képes vigyázni a gyerekekre. A thaiföldi miniszterelnök felszólította a közvéleményt, hogy a mentési munkálatokra és az áldozatok felépülésére figyeljen, és tartózkodjanak az elhamarkodott ítélkezéstől.
Saman Kunan halálát követően X. Ráma thaiföldi király bejelentette, hogy a temetés költségeit a királyi ház állja majd.

### Nemzetközi reakciók
A világ számos országából ajánlották fel segítségüket szakemberek és önkéntesek. Így az Egyesült Királyságból, Kínából, Mianmarból, Laoszból, Ausztráliából, az Egyesült Államokból, Japánból, Oroszországból, Finnországból, Dániából, Svédországból, Hollandiából, Belgiumból, Németországból, Ukrajnából, Izraelből, a Fülöp-szigetekről és Indiából is érkeztek segítő szakemberek. Franciaország felszereléseket és szakértőkből álló csapatot küldött volna, amit a thaiföldi hatóságok köszönettel fogadtak, de visszautasítottak, mivel elegendő eszköz állt már rendelkezésre. Szijjártó Péter külgazdasági és külügyminiszter bejelentette, hogy Magyarország is kész segítséget nyújtani, mivel a magyar barlangi mentőszolgálat nemzetközileg is elismert. A thaiföldi kormány megköszönte a felajánlást, és közölte, hogy amennyiben igényt tartanak a magyar segítségre,időben jelzik, hogy a szükséges intézkedéseket megtehessék.
Elon Musk amerikai üzletember Twitteren jelentette be, hogy vállalata mérnökeit egy „gyerekméretű” tengeralattjáró megtervezésére utasította, amellyel segíteni lehet a mentési munkálatokat. A szerkezet tervezésének és gyártásának minden mozzanatáról hírt adott a Twitteren. A felfújható mentőkapszulát a helyszínre szállítottak, hogy szükség esetén a mentésben felhasználják azt. A helyi hatóságok azonban visszautasították annak bevetését, mivel úgy ítélték meg, hogy a mentésnél nem praktikus. Ugyanígy vélekedett egy, a mentésben részt vevő búvár is, aki szerint az amerikai milliomosnak fogalma sem volt arról, hogy milyenek a barlangi körülmények és a mentőakciót saját maga reklámozására használta fel. Musk a mentés ideje alatt a helyszínre utazott, majd annak végeztével a cége által készített szerkezetet a helyszínen hagyta.
A Nemzetközi Labdarúgó-szövetség elnöke, Gianni Infantino a Thaiföldi labdarúgó-szövetség elnökének küldött levelében meghívta a barlangban rekedt csapat tagjait és edzőjüket a 2018-as labdarúgó-világbajnokság döntőjére, amennyiben azt a körülmények megengedik. Mivel a csapatnak legalább egy hétig kórházban kell maradnia, az eseményt a televízióban követik majd.
A Manchester United FC meghívta a gyerekeket és mentőiket, hogy az elkövetkező bajnoki évadban az Old Traffordon tekintsenek meg egy mérkőzést. Az FC Barcelona egy nemzetközi korosztályos versenyére hívta meg a csapatot, illetve egy első-osztályú mérkőzés megtekintésének lehetőségét is felajánlotta a Camp Nouban. A Manchester Citty F.C. válogatott védője, Kyle Walker közölte, hogy mezeket akart küldeni a fiúknak, amikor látta, hogy egyikük az angol válogatott mezében volt.

## Egyéb
A mentési munkálatok vezetője, a tartomány korábbi kormányzója, Narongsak Osottanakorn közölte, hogy a barlangot egy élő múzeummá alakítják, amelyben részletesen bemutatják a mentési folyamat alakulását. Thaiföld miniszterelnöke, Prajut Csan-o-csa tudomásul vette ezt, azonban kiemelte a biztonsági kockázatokat, amelyek az oda látogató turistákat veszélyeztetnék.
Július 10-én a Pure Flix filmprodukciós iroda munkatársai a helyszínre utaztak, hogy felmérjék a terepet, mivel a cég a történteken alapuló film forgatásán gondolkoznak, amelyet világszerte forgalmaznának. Később az Ivanhoe Pictures és Jon Chu rendező is egy esetleges film tervét jelentették be.
A Discovery Channel az események alatt a helyszínen leforgatott egy 60 perces dokumentumfilmet, amelyben a mentést és a háttértörténetet mutatta be.
Az ABC Australia délkelet-ázsiai tudósítója, Liam Cochrane könyvet írt a mentésről amelyben korábban nem ismert részleteket tár fel a mentés körülményeiről.